# Kabinett Tanner
Das Kabinett Tanner war das 14. Kabinett in der Geschichte Finnlands. Es amtierte vom 13. Dezember 1926 bis zum 17. Dezember 1927. Das Kabinett bestand  ausschließlich aus Ministern der Sozialdemokraten (SDP).

## Minister
| Ressort                          | Name             | Partei         | Amtszeitbeginn    | Amtszeitende      |
| -------------------------------- | ---------------- | -------------- | ----------------- | ----------------- |
| Ministerpräsident                | Väinö Tanner     | SDP            | 13. Dezember 1926 | 17. Dezember 1927 |
| Äußeres                          | Väinö Voionmaa   | SDP            | 13. Dezember 1926 | 17. Dezember 1927 |
| Justiz                           | Väinö Hakkila    | SDP            | 13. Dezember 1926 | 17. Dezember 1927 |
| Inneres                          | Rieti Itkonen    | SDP            | 13. Dezember 1926 | 12. April 1927    |
| Olavi Puro                       | SDP              | 29. April 1927 | 17. Dezember 1927 |                   |
| Verteidigung                     | Kaarlo Heinonen  | SDP            | 13. Dezember 1926 | 17. Dezember 1927 |
| Finanzen                         | Hannes Ryömä     | SDP            | 13. Dezember 1926 | 17. Dezember 1927 |
| Bildung                          | Julius Ailio     | SDP            | 13. Dezember 1926 | 17. Dezember 1927 |
| Landwirtschaft                   | Mauno Pekkala    | SDP            | 13. Dezember 1926 | 17. Dezember 1927 |
| Verkehr und öffentliche Arbeiten | Wäinö Wuolijoki  | SDP            | 13. Dezember 1926 | 15. November 1927 |
| Verkehr und öffentliche Arbeiten | Johan Helo       | SDP            | 15. November 1927 | 17. Dezember 1927 |
| Handel und Industrie             | Väinö Hupli      | SDP            | 13. Dezember 1926 | 17. Dezember 1927 |
| Soziales                         | Johan Helo       | SDP            | 13. Dezember 1926 | 15. November 1927 |
| Soziales                         | Matti Paasivuori | SDP            | 15. November 1927 | 17. Dezember 1927 |
| stellvertretender Sozialminister | Miina Sillanpää  | SDP            | 13. Dezember 1926 | 17. Dezember 1927 |
| Minister ohne Portfolio          | Matti Paasivuori | SDP            | 13. Dezember 1926 | 15. November 1927 |